# Сохранённая культура
«Сохранённая культу́ра» — российский просветительский, благотворительный, научно-исследовательский проект. Создан в 2010 г. в петербургским юристом и учёным Виктором Наумовым. Проект занимается оцифровкой, изучением, актуализацией и продвижением в сети Интернет достижений советской и российской науки и культуры XX в.
Все творческие и научно-исследовательские объекты и сервисы, выпущенные проектом в цифровом формате, распространяются в сети Интернет в режиме свободного доступа. Традиционные печатные издания, CD и DVD-диски рассылаются на безвозмездной основе в крупные российские библиотеки, музеи, научно-исследовательские и образовательные учреждения.
Деятельность проекта не направлена на извлечение прибыли и осуществляется за счёт личных средств его руководителя Виктора Наумова.

## Цели и задачи
Проект занимается оцифровкой объектов российского культурного наследия и создает произведения, так или иначе связанных с сохранением памяти об учёных и деятелях культуры преимущественно советского периода. Цель проекта — преодоления последствий цифрового разрыва, из-за которого значительная часть интеллектуального и творческого наследия, созданного в начале XX в. и в период существования СССР, оказалась выключена из реалий нового информационного общества. Использование проектом современных мультимедийных технологий направлено на перевод культурных и научных достижений XX в. в цифровой формат и придание им в XXI в. статуса общественного достояния.

Одна из главных задач «Сохранённой культуры» — не дать исчезнуть памяти. И в первую очередь, памяти о людях — художниках, архитекторах, поэтах, писателях, философах, учёных — создателях культурного достояния России XX века. — руководитель проекта Виктор Наумов в видеоинтервью изданию «Коммерсантъ»
В мае 2019 года концепция проекта «Сохранённая культура» была представлена на IX Петербургском международном юридическом форуме: основатель и руководитель проекта Виктор Наумов выступил модератором в дискуссионной сессии «Право и цифровое культурное наследие» в рамках тематического трека «Культура. Наука. Образование. Спорт».

## Персоны
Весь период существования проекта его деятельность связана с сохранением, изучением и актуализацией наследия деятелей российской и советской культуры и науки. В их числе:
- Бачило, Иллария Лаврентьевна (1926—2017) — советский и российский юрист, специалист по информационному праву, доктор юридических наук, профессор, заслуженный юрист Российской Федерации. Заведующая сектором административного права Института государства и права РАН.

- Биантовская, Ольга Александровна (род. 1941) — советский и российский художник-график, плакатист, мастер книжной иллюстрации, выпускница графического факультета ИнЖСА им. И. Е. Репина АХ СССР, член Союза художников России, представитель ленинградского, а затем петербургского стиля в изобразительном искусстве.

- Бухман, Ирина Георгиевна (1917—2002) — советский и российский художник и архитектор, член Союза архитекторов СССР. Автор акварельных и литографических серий и циклов, посвященных архитектурным памятникам России, Средней Азии, Крыма, Кавказа, Египта, Индии, Восточной и Западной Европы.

- Кочедамов, Виктор Ильич (1912—1971) — советский архитектор, педагог и учёный, специалист по истории архитектуры и градостроительству Санкт-Петербурга, Сибири, Дальнего Востока, Русской Америки и Средней Азии. С 1949 по 1971 г. — декан архитектурного факультета ИнЖСА им. И. Е. Репина АХ СССР.

- Махровская, Александра Викторовна (1917—1997) — советский и российский архитектор, учёный-градостроитель, крупный специалист в области реконструкции исторической застройки и охраны уникального историко-культурного наследия, член-корреспондент Российской академии архитектуры и строительных наук (РААСН).

- Махровский, Виктор Геннадьевич (1886—1956) — советский учёный-метролог, видный специалист в области общей метрологии и механических измерений, профессор, доктор технических наук. Один из создателей единственной в мире 12-метровой измерительной машины ВНИИМ.

- Махровский, Геннадий Иванович (1857—1919) — протоиерей Русской православной церкви, настоятель Свято-Троицкого собора города Саратова. В 1919 г. арестован по обвинению в контрреволюционной деятельности и расстрелян по приговору Саратовской ЧК.

- Наумов, Александр Иванович (1907—1997) — советский градостроитель, доктор архитектуры, профессор, член-корреспондент Академии строительства и архитектуры СССР, заслуженный архитектор РСФСР. Один из авторов Генеральных планов Ленинграда 1941, 1948 и 1966 гг. и плана маскировки города в годы Великой Отечественной войны[12][13].

- Рашков, Георгий Николаевич (род. 1936) — советский и российский график и живописец, заслуженный художник РФ, член Союза художников России, создатель жанра «иронического реализма»[14][15][16][17][18].

- Смирнов, Николай Иванович (1917—1992) — советский военачальник, адмирал флота, командующий Тихоокеанским флотом, первый заместитель Главнокомандующего Военно-морским флотом СССР. Участник Великой Отечественной войны. Герой Советского Союза.

## Деятельность
В рамках проекта выпущено более 150 объектов самого разного формата: традиционные печатные и электронные книги, цифровые репринты, художественные альбомы, документальные фильмы, CD и DVD-диски, интернет-сервисы, мобильные приложения, 3D-объекты.

### Оцифровка архивов
Официально проект «Сохранённая культура» стартовал осенью 2010 г. с выходом в свет художественного альбома «Ольга Биантовская. Графика. Плакат». На практике выходу альбома предшествовала большая работа по оцифровке (сканированию и фотографированию) творческого архива Ольги Биантовской. Эту работу выполнил петербургский фотограф Александр Коряков. Объём электронного архива художника в качественном разрешении составляет 10 гигабайт, а сам архив включает около 500 произведений, большая часть из них доступна на сайте «Поэзия графики и плаката», созданном в 2021 г. к 80-летию Ольги Биантовской. Также оцифрованные работы использовались при создании короткометражного фильма «Ольга Биантовская. Прекрасная эпоха» (2021) и в оформлении книги Владимира Карлика «Сергей Григорьев, Любовь Чернышёва. Двойной портрет», выпущенной проектом в 2013 г..
Весной 2015 г. проект завершил масштабную, занявшую более двух лет оцифровку архивов советского архитектора, педагога, историка градостроительства Виктора Кочедамова. Было обработано 99 бумажных папок и создано свыше 30 тысяч файлов. Объём электронного архива Виктора Ильича Кочедамова в качественном разрешении превышает 86 гигабайт. Эту работу выполнила петербургский фотограф и видеограф Дарья Корякова. В результате в 2015 г. вышел двойной DVD-диск «В. И. Кочедамов. Труды и архивы по истории градостроительства. Сибирь и Санкт-Петербург». Таким образом, значительная часть наследия учёного и архитектора стала доступна исследователям в электронном виде, в том числе и в сети Интернет, и активно использовалась авторами при подготовке четырёхтомного издания «В. И. Кочедамов. Труды по истории градостроительства c комментариями современных учёных» (2021) и монографии Петра Олейникова «Мастера архитектуры Сталинграда. Архитектор Виктор Кочедамов» (2022).
Ещё одним результатом оцифровки архива Кочедамова стала передача оригинальных материалов (бумажных носителей) на постоянное хранение в Омский государственный историко-краеведческий музей (ОГИК музей). Документы, рисунки, фотографии из кочедамовского архива были размещены в Государственном каталоге Музейного фонда Российской Федерации, экспонировались на выставках ОГИК музея: «Легенды омского краеведения» (2013), «Новинки музейных коллекций» (2014), «Летопись Сибири: первые сибирские города» (2014), «Омск на картах» (2016), выставка к Дню дарений (2016), «Святые покровители Омска» (2016), «Искусство, принадлежащее народу» (2017) и др.
В 2016 г. был оцифрован научный архив доктора юридических наук, специалиста по информационному праву Илларии Бачило, эти материалы легли в основу DVD-диска «Иллария Лаврентьевна Бачило. Творческий путь. Труды. Исследования» (2016, 2017, 2018).
В 2019 г. проект оцифровал личный архив градостроителя, автора трёх Генеральных планов Ленинграда 1941,1948 и 1966 гг. Александра Наумова. По данным на июнь 2022 г., объект находится в работе и пока не представлен в полном объёме научному сообществу.

### Книги и альбомы
Библиография проекта «Сохранённая культура»
1. Ольга Биантовская. Графика. Плакат: Альбом. Вступ. статья Т. Юрьевой. СПб.: Сохранённая культура, 2010. 174 с. ISBN 978-5-91542-073-0.
2. Георгий Рашков. Иронический реализм: Альбом. Вступ. статья А. Медведева. СПб.: Сохранённая культура, 2012. 184 с., 273 ил. ISBN 978-5-342-00138-0.
3. Карлик В. И. Сергей Григорьев, Любовь Чернышева: Двойной портрет. Вступ. статья М. Мейлаха. СПб.: Сохранённая культура, 2013. 124 с., 42 ил. ISBN 978-5-905942-41-9.
4. Александра Махровская: учёный и градостроитель. Воспоминания друзей и коллег. Авторы идеи Т. Чистякова и В. Наумов. СПб.: Сохранённая культура, 2014. 400 с., 42 ил. ISBN 978-5-905942-81-5.
5. Чистякова Т. Н. Серебряное кольцо России. СПб.: Сохранённая культура, 2015. 348 с., 487 ил. ISBN 978-5-9907561-0-6.
6. Выборг и Монрепо: Фотоальбом. Фотографии А. Мысько. Вступ. статья В. Станковского. СПб.: Туристический центр «Эклектика», 2015. 132 с., ил. ISBN 978-5-902363-16-32015. (Издание осуществлено совместно с галереей «Мой Выборг»[35])
7. Дом академиков. История и судьбы. Авторы идеи В. Наумов и К. Жуков. СПб.: Сохранённая культура, 2016. 380 с., 294 ил. ISBN 978-5-9908957-9-9.
8. Стихи и поэмы А. С. Пушкина. Иллюстрации Ольги Биантовской; послеслов. Т. Мишиной-Буковской. СПб.: Сохранённая культура, 2016. 108 с., ил. ISBN 978-5-9908512-8-3.
9. Адмирал флота Смирнов — человек и флотоводец. М.: Пятый Рим (ООО «Бестселлер»), 2017. 224 с. ISBN 978-5-9908266-8-7. (Издание осуществлено при методической поддержке проекта «Сохранённая культура».)
10. Костоломов М. Н. Wiborgiana. СПб.: Остров, 2018. 632 с., ил., карты. ISBN 978-5-94500-123-7. (Издание осуществлено совместно с галереей «Мой Выборг».)
11. Ольга Биантовская. Поэзия графики и плаката. Вступ. статья Т. Юрьевой, статья Т. Мишиной-Буковской. СПб.: Сохранённая культура, 2018. 320 с., ил. ISBN 978-5-6041035-5-5.
12. Рикхеден П. Выборгский трамвай. В память о финско-советском трамвае в городе Выборге 1912—1957 годы. Выборг: Инкери, 2019. 176 с., ил. ISBN 978-5-6041918-9-7. (Издание осуществлено совместно с галереей «Мой Выборг».)
13. Абакшина Э. Н. Звездные друзья человека. Собака на грани Миров. СПб.: Сохранённая культура, 2019. 116 с., ил. ISBN 978-5-6043481-7-8.
14. В. И. Кочедамов. Труды по истории градостроительства c комментариями современных учёных. В 4 т. СПб.: Сохранённая культура, 2021. ISBN 978-5-6046054-7-9, ISBN 978-5-6046054-8-6, ISBN 978-5-6044652-2-6, ISBN 978-5-6046054-9-3.
15. Олейников П. П. Мастера архитектуры Сталинграда. Архитектор Виктор Кочедамов. Вступ. статья Д. Швидковского. СПб.: Сохранённая культура, 2022. 204 с. ISBN 978-5-6047412-1-4.

Библиография «Сохранённой культуры» включает только оригинальные произведения, созданные в рамках проекта или при его активном участии. При соответствии заявленным целям (изучение, актуализация и продвижение в сети Интернет достижений советской и российской науки и культуры XX в.) печатные издания проекта и их электронные версии отличает известное тематическое разнообразие.
- Научно-исследовательские работы и краеведение: книга Тамары Чистяковой «Серебряное кольцо России» (2015)[36][37], «Выборг и Монрепо: Фотоальбом» (2015), сборник Михаила Костоломова Wiborgiana (2018)[38], исторический путеводитель Пера Рикхедена «Выборгский трамвай. В память о финско-советском трамвае в городе Выборге 1912—1957 годы» (2019)[25], четырёхтомное издание «В. И. Кочедамов. Труды по истории градостроительства c комментариями современных учёных» (2021)[39][40][41], монография Петра Олейникова «Мастера архитектуры Сталинграда. Архитектор Виктор Кочедамов» (2022)[42][43][44][45].

- Биографические издания и мемуаристика: книга Владимира Карлика «Сергей Григорьев, Любовь Чернышёва: Двойной портрет» (2013)[26], книга «Александра Махровская: учёный и градостроитель. Воспоминания друзей и коллег» (2014)[46][47][48], книга «Адмирал флота Смирнов — человек и флотоводец» (2017)[49].

- Художественные альбомы: издания, посвященные творчеству Ольги Биантовской (2010, 2018)[50] и Георгия Рашкова (2012)[17].

Жанровый симбиоз демонстрирует книга «Дом академиков. История и судьбы» (2016), сочетающая краеведческие изыскания петербургского писателя, историка и филолога Константина Жукова, посвященные истории жилого дома Императорской Санкт-Петербургской Академии наук, а затем — Академии наук СССР, биографический очерк «И. П. Павлов и его музей в Доме академиков», который написала специально для издания главный хранитель Мемориального музея-квартиры И. П. Павлова Людмила Громова, и многочисленные мемуары бывших и нынешних жильцов дома, потомков известных учёных.
Отдельное направление в издательской деятельности «Сохранённой культуры» — создание и публикация электронных репринтов. В 2012—2015 гг. проект подготовил и разместил в сети Интернет репринты 5 монографий и 10 ключевых статей Виктора Кочедамова 1950—1970-х гг., а в 2022 г. — памятный альбом к 60-летию архитектора и градостроителя Александра Наумова, созданный его друзьями и коллегами в 1967 г..

### Диски
Дискография проекта «Сохранённая культура»
1. Ольга Биантовская. Графика. Плакат: CD-диск. СПб.: Сохранённая культура, 2011.
2. Путешествия И. Г. Бухман: архитектура в акварелях: CD-диск. СПб.: Сохранённая культура, 2012.
3. Виктор Ильич Кочедамов. Труды по истории градостроительства: DVD-диск. СПб.: Сохранённая культура, 2012.
4. Виктор Ильич Кочедамов. Труды по истории градостроительства: DVD-диск. 2-е изд., доп. и расш. СПб.: Сохранённая культура, 2013.
5. Ольга Биантовская. Графика. Плакат: CD-диск и буклет. СПб.: Сохранённая культура, 2013. (Издание подготовлено к выставке О. Биантовской в Государственной академической Капелле Санкт-Петербурга, 15 апреля — 15 мая 2013 г.)
6. Художник Ольга Биантовская. Творчество на рубеже эпох: DVD-диск и буклет. СПб.: Сохранённая культура, 2014. (Издание подготовлено к выставке работ О. Биантовской в Санкт-Петербургском Союзе художников, 2 — 14 декабря 2014 г.)
7. В. И. Кочедамов. Труды и архивы по истории градостроительства. Сибирь, Санкт-Петербург: двойной DVD-диск. СПб.: Сохранённая культура, 2015.
8. Иллария Лаврентьевна Бачило. Творческий путь. Труды. Исследования: DVD-диск. СПб.: Сохранённая культура, 2017.
9. Коллекция «Сохранённой культуры». Книги, архивы, графика, живопись, кино, 3D-панорамы: Подборка из пяти DVD-дисков. Автор-сост. В. Наумов. СПб.: Сохранённая культура, 2017.
10. Иллария Лаврентьевна Бачило. Творческий путь. Труды. Исследования: DVD-диск. 2-е изд. СПб.: Сохранённая культура, 2018.
11. Иронический реализм Георгия Рашкова. СПб.: Сохранённая культура, 2018.
12. Образы и судьбы. Фотографии и документы из частного архива В. В. Гиттермана: DVD-диск. СПб.: Сохранённая культура, 2019.

Несмотря на развитие облачных сервисов, информация на оптических носителях по-прежнему востребована в российском учёном сообществе и образовательном процессе. С учётом этих реалий «Сохранённая культура» систематически на безвозмездной основе рассылает все выпущенные проектом DVD-диски в крупные региональные библиотеки, музеи, учебные заведения, а также отдельным авторитетным исследователям (трендсеттерам), которые, в свою очередь, популяризируют эти материалы в научной среде. Стоит отметить, что «практику бесплатной просветительской рассылки проект применяет ко всем своим объектам, реализуя при этом принцип соразмерности используемых ресурсов: тираж книг или дисков может быть допечатан по мере роста интереса к ним. Так, совокупный тираж DVD-дисков с архивом Виктора Кочедамова превысил отметку в 1000 экземпляров».
DVD-диск «Иллария Лаврентьевна Бачило. Творческий путь. Труды. Исследования» (2016—2018) стал результатом сотрудничества «Сохранённой культуры» с сектором информационного права Института государства и права РАН, который более 15 лет возглавляла доктор юридических наук Иллария Бачило. А выход DVD-диска «Образы и судьбы. Фотографии и документы из частного архива В. В. Гиттермана» (2019), содержащего материалы о духовенстве и духовном образовании в Саратовской епархии во второй половине XIX — первой трети XX в., стал событием культурной жизни Саратова.

### Документальные фильмы
Фильмография проекта «Сохранённая культура»
1. «Поместье Рашкова». Короткометражный документальный фильм. Автор идеи и продюсер В. Наумов, режиссёр М. Якубсон. СПб., 2016. Продолжительность: 24 мин.
2. «Остров информатики». Документальный фильм. Автор идеи и продюсер В. Наумов, режиссёр М. Якубсон. СПб., 2017. Продолжительность: 60 мин.
3. «Надежда на спасение». Документальный фильм. Автор идеи и продюсер В. Наумов, режиссёр М. Якубсон. СПб., 2018. Продолжительность: 70 мин.
4. «Архитектура блокады». Документальный фильм. Автор идеи и продюсер В. Наумов, режиссёр и сценарист М. Якубсон. СПб., 2020. Продолжительность: 80 мин.
5. «Ольга Биантовская. Прекрасная эпоха». Короткометражный фильм. Автор идеи и продюсер В. Наумов; автор идеи, сценарист и ведущая в кадре З. Курбатова; режиссёр О. Виноградова. СПб., 2021. Продолжительность: 28 мин.

Материалы, не вошедшие в фильм «Архитектура блокады» (Bonus features):
1. «Николай Белехов. Работа для вечности». Короткометражный фильм. Автор идеи и продюсер В. Наумов, режиссёр и сценарист М. Якубсон. СПб., 2020. Продолжительность: 19 мин.
2. «Николай Баранов и Александр Наумов. Жизнь по Генплану». Короткометражный фильм. Автор идеи и продюсер В. Наумов, режиссёр и сценарист М. Якубсон. СПб., 2020. Продолжительность: 14 мин.
3. «Яков Рубанчик. Влюбленный в город». Короткометражный фильм. Автор идеи и продюсер В. Наумов, режиссёр и сценарист М. Якубсон. СПб., 2020. Продолжительность: 18 мин.
4. «Хлеборезка, ботинки, и хрустальное яйцо». Короткометражный фильм. Автор идеи и продюсер В. Наумов, режиссёр и сценарист М. Якубсон. СПб., 2020. Продолжительность: 10 мин.
5. «Елена Мамикова. Медсестра». Короткометражный фильм. Автор идеи и продюсер В. Наумов, режиссёр и сценарист М. Якубсон. СПб., 2020. Продолжительность: 58 мин.
6. «Наталья Соболева. Я училась с Таней Савичевой». Короткометражный фильм. Автор идеи и продюсер В. Наумов, режиссёр и сценарист М. Якубсон. СПб., 2020. Продолжительность: 61 мин.
7. «Григорий Ястребенецкий. Скульптуры войны». Короткометражный фильм. Автор идеи и продюсер В. Наумов, режиссёр и сценарист М. Якубсон. СПб., 2020. Продолжительность: 30 мин.

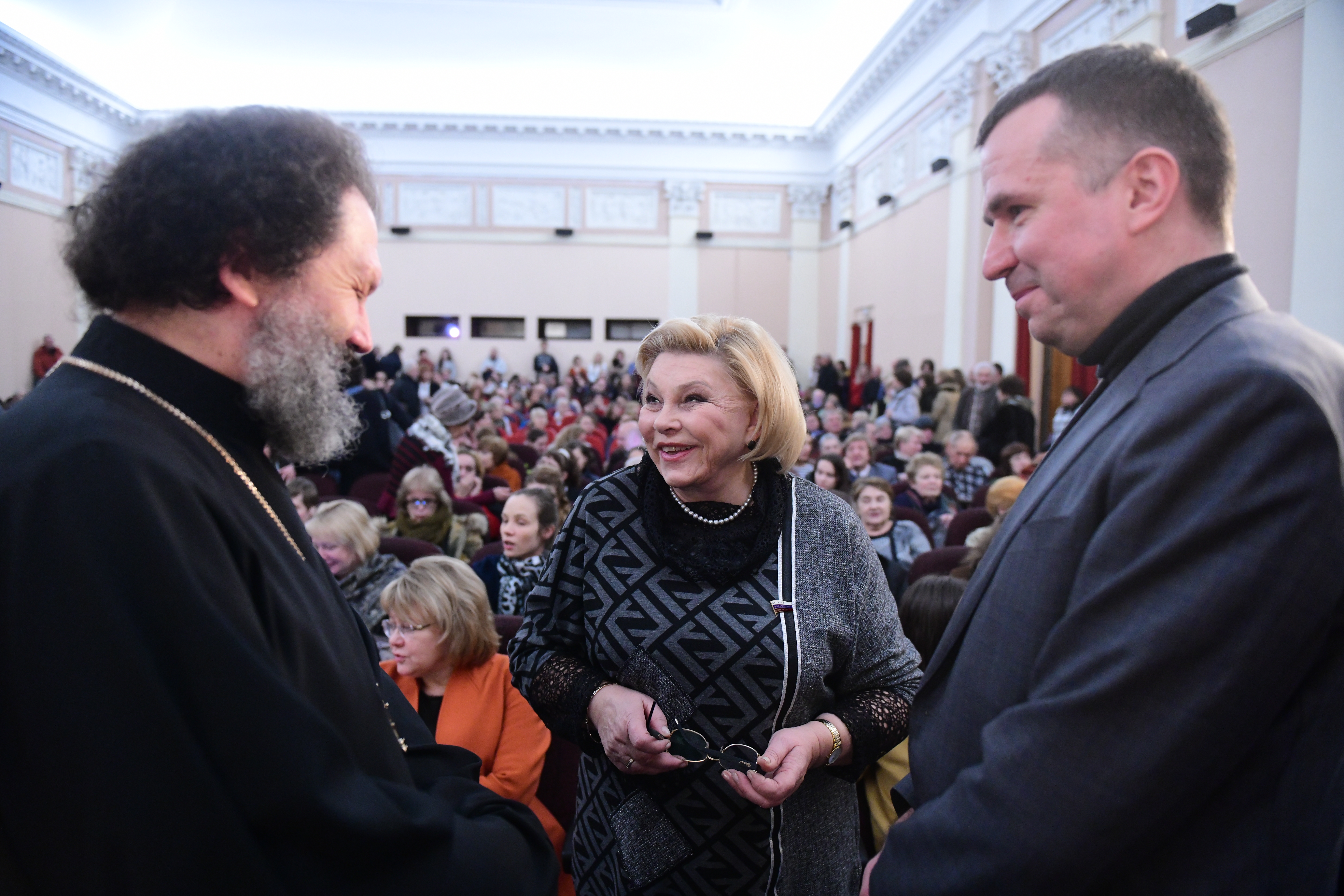
Настоятель Петропавловского собора в Санкт-Петербурге, архимандрит Александр (Фёдоров), актриса Елена Драпеко и руководитель проекта «Сохранённая культура» Виктор Наумов на премьере фильма «Архитектура блокады». 2020 г.

В официальной фильмографии проекта — пять документальных фильмов и семь короткометражных видео.
Сценаристом, ведущим в кадре и автором идеи фильма «Ольга Биантовская. Прекрасная эпоха» (2021) наряду с руководителем проекта Виктором Наумовым выступила московский тележурналист Зинаида Курбатова. Фильм был снят в Санкт-Петербурге и выпущен к 80-летию Ольги Биантовской.
Сценарий и режиссура ещё четырёх фильмов «Поместье Рашкова» (2016), «Остров информатики» (2017), «Надежда на спасение» (2018), «Архитектура блокады» (2020) принадлежат петербургскому документалисту, ученику Марлена Хуциева Максиму Якубсону. Автором идеи и продюсером этих фильмов был Виктор Наумов.
Премьера фильма «Архитектура блокады» состоялась 27 января 2020, в День полного освобождения Ленинграда от фашистской блокады, в петербургском киноцентре «Дом кино». Показ собрал свыше 500 зрителей. Картину публике представила актриса, депутат Государственной Думы РФ Елена Драпеко. Онлайн-премьера прошла 31 января 2020 г. на сайте «Новой газеты», 24 и 25 апреля 2020 г. фильм был показан на телеканале «Победа».
В сентябре 2020 г. документальный фильм «Архитектура блокады» был переведён на немецкий язык по инициативе директора Фонда поддержки и развития русско-немецких отношений «Русско-немецкого Центра встреч» Арины Немковой. Официальная презентация немецкоязычной версии состоялась 23 сентября 2020 г.. В этот же период фильм получил английские субтитры. Обе эти версии, как и русскоязычный оригинал, доступны для бесплатного просмотра на видеохостингах.
Так как в фильм «Архитектура блокады» вошли не все отснятые для него материалы, в 2020 г. создатели ленты смонтировали и разместили в свободном доступе на видеохостингах ещё семь дополнительных сюжетов: «Николай Белехов. Работа для вечности», «Николай Баранов и Александр Наумов. Жизнь по Генплану», «Яков Рубанчик. Влюблённый в город», «Хлеборезка, ботинки, и хрустальное яйцо», «Елена Мамикова. Медсестра», «Наталья Соболева. Я училась с Таней Савичевой», «Григорий Ястребенецкий. Скульптуры войны».

### 3D-панорамы и сервисы
3D-панорамы проекта «Сохранённая культура»
1. Выставка работ Ольги Биантовской в Музее В. В. Набокова в рамках Балтийской биеннале современного искусства (27 октября — 8 ноября 2012 г.).
2. Выставка работ Ольги Биантовской в Государственной академической Капелле Санкт-Петербурга (15 апреля — 15 мая 2013 г.).
3. Выставка работ Ольги Биантовской во Всероссийском музее А. С. Пушкина (16 октября — 10 ноября 2014 г.).
4. Выставка работ Ольги Биантовской и Георгия Рашкова в Санкт-Петербургском Союзе художников (2 декабря — 14 декабря 2014 г.).
5. Храм иконы Божией Матери «Всех скорбящих Радость» на Лахтинской улице (Санкт-Петербург, 2015 г.). Автор Е. Павленко.
6. Свято-Троицкий кафедральный собор (Саратов, 2015 г.). Автор Е. Павленко.
7. Выставка «Пушкиниана Ольги Биантовской» во Всероссийском музее А. С. Пушкина (13 сентября — 23 октября 2016 г.).

В 2012—2016 гг. «Сохранённой культурой» был создан целый ряд виртуальных панорам архитектурных объектов и художественных выставок. Тогда же под эгидой проекта заработал специализированный интернет-сервис «3D-тропы»: общедоступная и бесплатная для пользователей обучающая программа по созданию трехмерных панорам. Методическую часть ресурса подготовил петербургский фотограф, создатель всех 3D-панорам проекта «Сохранённая культура» Евгений Павленко.
В 2019 г. проект открыл новое направление — создание бесплатных мобильных приложений. Первым опытом стала разработка мобильного приложения для прихожан Свято-Троицкого кафедрального собора города Саратова: с этим православным храмом у проекта существуют давние партнёрские связи. Автором варианта для Android стал омский программист Антон Тарасевич. Приложение создано по благословению РПЦ и доступно в онлайновом магазине Google Play.
В 2021 г. проект совместно с ГК «Геоскан» начал работать над объектом «Цифровой Сталинград». Его цели и задачи сформулированы следующим образом: «при помощи цифровых технологий конвертировать архивные кино- и фотодокументы в формат виртуального 3D-макета и восстановить подлинный, научно обоснованный облик центра довоенного Сталинграда, разрушенного в 1941—1941 гг. немецко-фашистскими войсками». «Цифровой Сталинград» посвящен 80-летию победы советских войск в Сталинградской битве и, по мысли авторов, «должен стать памятником беспримерному подвигу советского народа в Великой Отечественной войне в цифровом и медийном пространстве».
По данным на июнь 2022 г., проведена проверка методологии и технологии создания виртуального 3D-макета довоенной застройки на примере Дома Легпрома: это здание, построенное в Сталинграде в 1936 г. по проекту архитекторов Виктора Кочедамова и Ивана Иващенко, было уничтожено во время Сталинградской битвы, но теперь оказалось восстановлено в цифровом формате.

### Мемориальные доски

Мемориальная доска в Омске на доме 16 по ул. Орджоникидзе. Скульптор С. А. Голованцев. 2016 г.

4 августа 2016 г. в Омске на доме номер 16 по улице Орджоникидзе была торжественно открыта мемориальная доска в честь архитектора, педагога и учёного Виктора Кочедамова, который родился в этом городе. Постановление 1629 от 20 июля 1916 г. об установке памятного знака утвердил Омский городской совет, одним из авторов идеи мемориальной доски стал руководитель проекта «Сохранённая культура» Виктор Наумов.
Ранее, в 2015 г., по инициативе декана архитектурного факультета Санкт-Петербургской академии художеств Николая Смелкова при участии проекта «Сохранённая культура» в вузе был проведен конкурс студенческих проектов мемориальной доски В. И. Кочедамову в Санкт-Петербурге.
В 2022 г. «Сохранённой культурой» совместно с Институтом архитектуры и строительства ВолгГТУ при поддержке Волгоградской организации Союза архитекторов был организован всероссийский конкурс для студентов и аспирантов на лучший проект памятных досок для фасада восстановленного после Великой Отечественной войны корпуса «А» Дома специалистов в Волгограде (архитекторы: Виктор Кочедамов, Игорь Ткаченко, Израиль Фиалко). Победителями творческого конкурса стали студенты ИАиС ВолгГТУ: Алиса Прокопчук (I премия), Алла Котова (II премия), Дарья Соколова (III премия).

## Участники
Проект «Сохранённая культура» объединяет более 100 исследователей из 14 российских регионов: Санкт-Петербурга, Выборга, Москвы, Великих Лук, Волгограда, Саратова, Костромы, Омска, Тобольска, Новосибирска, Красноярска, Владивостока, Благовещенска и Хабаровска, а также ближнего зарубежья.
Основатель и руководитель проекта — Виктор Наумов, петербургский юрист и учёный, доктор юридическ наук, главный научный сотрудник ИГП РАН, главный научный сотрудник СПИИ РАН, практикующий юрист в сфере цифровой экономики, искусственного интеллекта, защиты информации, информационных технологий и Интернета.
C момента основания проект систематически сотрудничает c представителями официального научного сообщества, исследователями-энтузиастами, творческой интеллигеницией из разных регионов России. Практически на постоянной основе с проектом работают петербургские и московские кинодокументалисты: режиссёр, член Союза кинематографистов России Максим Якубсон (Санкт-Петербург); оператор Георгий Поротов (Санкт-Петербург); режиссёр монтажа Александр Эжбер (Москва); фотографы Александр и Дарья Корякова (Санкт-Петербург); дизайнер Инга Цветкова (Санкт-Петербург), писатель, филолог, краевед, лауреат Анциферовской премии Константин Жуков (Санкт-Петербург).
Заметную роль в развитии проекта сыграла ленинградский и петербургский учёный-градостроитель, кандидат экономических наук, автор идеи единой туристическо-рекреационной системы «Серебряное кольцо России» Тамара Чистякова (1935—2019), а также доктор искусствоведения, профессор СПбГУ, основатель Музея современных искусств им. С. П. Дягилева Татьяна Юрьева (1943—2021).
Среди участников проекта тележурналист, автор историко-просветительских фильмов и специальных репортажей на каналах «Культура» и «Россия-24», внучка академика Лихачёва Зинаида Курбатова (Москва); коллекционер, музыкант, создатель некоммерческого интернет-проекта «Старое Радио» Юрий Метёлкин (Москва); кандидат исторических наук, заведующая Метрологическим музеем Росстандарта при ФГУП «ВНИИМ имени Д. И. Менделеева» Елена Гинак (Санкт-Петербург); юрист, политолог, старший научный сотрудник Центра экономики непрерывного образования ИПЭИ РАНХиГС Алексей Демидов (Москва); юрист, меценат, книгоиздатель Виктор Станковский (Выборг), историк-краевед Александр Лосунов (Омск); краевед-генеалог Галина Брезгина (Кострома); доктор исторических наук, историк, этнограф, социальный антрополог, дочь академика Окладиникова Елена Окладникова (Санкт-Петербург); педагог, заместитель директора по воспитательной работе ГБОУ «Центр специального образования № 3» Ольга Корбат (Великие Луки) и др.
Участие в проекте носит добровольный и деятельный характер. Как правило, консолидация и приток новых участников происходит в процессе создания конкретных объектов. Так, героями и консультантами документального фильма «Надежда на спасение» (2018) стали исследователи, церковные и общественные деятели города Саратова, в том числе, историк и коллекционер Владимир Гиттерман, куратор музея Свято-Троицкого собора города Саратова Ирина Воронихина, церковный краевед Валерий Теплов, кандидат исторических наук, специалист по истории русской церкви Александр Мраморнов.
В съёмках документального фильма «Архитектура блокады» (2020) принимали участие современные петербургские учёные: доктор исторических наук, один из главных российский специалистов по истории ленинградской блокады Никита Ломагин, доктор архитектуры, профессор СПбГАСУ Андрей Вайтенс, кандидат исторических наук, военный историк Вячеслав Мосунов, первый заместитель председателя КГИОП Правительства Санкт-Петербурга Александр Леонтьев; автор целого ряда исследований, посвященных творчеству ленинградских архитекторов в годы Великой Отечественной войны, начальник отдела КГИОП Правительства Санкт-Петербурга Юлия Бахарева и др..
Работа над четырёхтомным изданием «В. И. Кочедамов. Труды по истории градостроительства c комментариями современных учёных» (2021) велась крупным (свыше 20 человек) исследовательским коллективом из 10 российских регионов и Республики Узбекистан. В числе авторов статей и научных комментариев: доктор архитектуры, член-корреспондент Российской академии архитектуры и строительных наук Юрий Курбатов (Санкт-Петербург); доктор архитектуры, член-корреспондент Российской академии архитектуры и строительных наук Николай Крадин (Хабаровск); доктор исторических наук, ведущий научный сотрудник отдела этнографии Сибири Института археологии и этнографии СО РАН Анна Майничева (Новосибирск); доктор архитектуры, главный научный сотрудник отдела проблем реконструкции и реставрации историко-архитектурного наследия НИИТИАГ Владимир Царёв (Красноярск); доктор исторических наук, профессор Гуманитарного института Санкт-Петербургского политехнического университета Петра Великого Андрей Гринёв (Санкт-Петербург); кандидат технических наук, профессор ИАиС ВолгГТУ Пётр Олейников (Волгоград); кандидат искусствоведения, профессор ОмГТУ Алла Гуменюк (Омск); историк, краевед, заместитель директора ОГОНБ им. А. С. Пушкина Алексей Сорокин (Омск); кандидат исторических наук, главный научный сотрудник Тобольского историко-архитектурного музея-заповедника Игорь Балюнов (Тобольск) и др..

## Награды

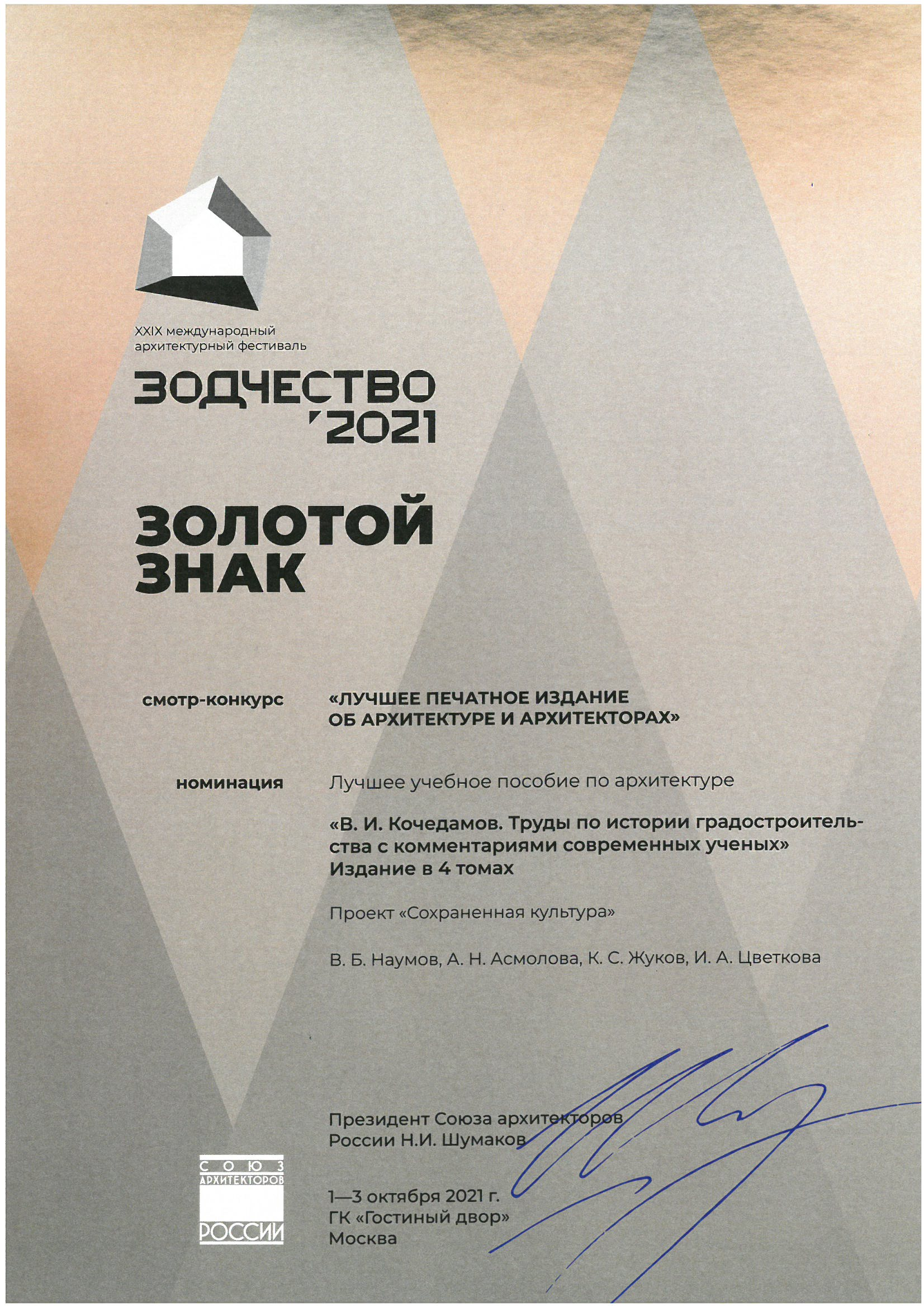
Диплом Золотого знака Союза архитекторов России в смотре-конкурсе «Лучшее печатное издание об архитектуре и архитекторах» на XXIX Международном архитектурном фестиваль «Зодчество-2021»

Фильмы, книги и цифровые издания, созданные в рамках проекта, удостоены дипломов и наград целого ряда российских конкурсов и фестивалей: Международного архитектурного фестиваля «Зодчество» (Москва); Всероссийского фестиваля «Архитектурное наследие» (Калининград); Общероссийского конкурса «Книга года: Сибирь-Евразия» (Новосибирск); Открытого российского фестиваля патриотического кино «Малая земля» (Новороссийск) и др..
Так, в 2017 г. книга «Дом академиков. История и судьбы» стала лауреатом XIII Всероссийского конкурса региональной и краеведческой литературы «Малая Родина», организованного Федеральным агентством по печати и массовым коммуникациям (Роспечать). Победу изданию присудили в номинации «Люди нашего края».

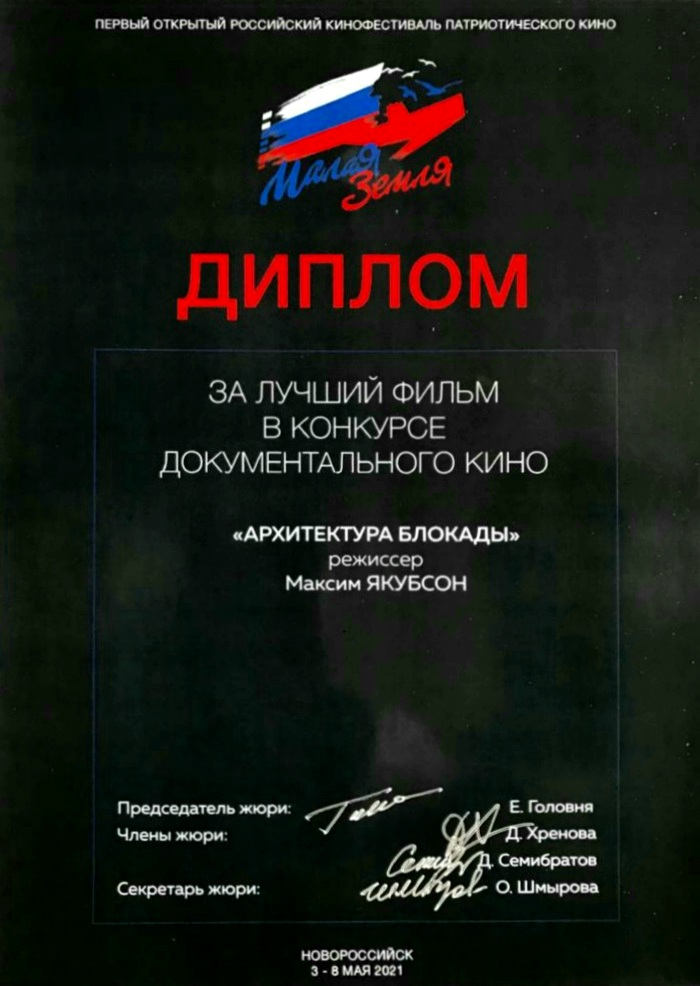
Приз за лучший документальный фильм на I Открытом российском фестивале патриотического кино «Малая земля», 2021 г.

В 2018 г. документальный фильм «Надежда на спасение» удостоился архиерейской грамоты митрополита Саратовского и Вольского Лонгина и стал лауреатом XII Международного фестиваля христианского кино «Невский благовест»(Санкт-Петербург) , а в 2019 г. получил диплом победителя в номинации «Лучший документальный фильм на православную тему» на
V Международном кинофестивале «Отцы и дети» (Орёл).
В 2020—2021 гг. документальный фильм «Архитектура блокады» удостоился «Серебряного знака» Союза архитекторов России в номинации «Лучший фильм об архитектуре и архитекторах» на XXVIII Международном фестивале «Зодчество» (Москва); специального приза жюри «За сохранение исторической памяти» и диплом Патриаршего совета по культуре на XXV Международном фестивале кинофильмов и телепрограмм «Радонеж» (Москва); приза за лучший документальный фильм на I Открытом российском кинофестивале патриотического кино «Малая земля» (Новороссийск); диплома Международного кинофестиваля «Северный характер» в номинации «Документальный фильм до 90 минут» (Мурманск); почётной грамоты Санкт-Петербургского открытого показа творческих работ «Экранизация».
Также съёмочная группа фильма была отмечена Высочайшей благодарностью «За примерное служение Отечеству» от Главы Российского Императорского Дома Её Императорского Высочества Государыни Великой Княгини Марии Владимировны.
В 2021—2022 гг. четырёхтомник «В. И. Кочедамов. Труды по истории градостроительства c комментариями современных учёных» одержал победу на XVII Всероссийском конкурсе краеведческих и региональных изданий «Малая Родина», организованном Министерством цифрового развития, связи и массовых коммуникаций РФ (номинация «Наука и технологии»); получил диплом IV Всероссийского фестиваля «Архитектурное наследие 2021» (номинация «Лучшая книга об архитектурном наследии»); выиграл Общероссийский конкурс «Книга года: Сибирь-Евразия-2021» (победа в номинации «Лучшая научная книга»); удостоился Золотого знака Союза архитекторов России в смотре-конкурсе «Лучшее печатное издание об архитектуре и архитекторах» на XXIX Международном архитектурном фестиваль «Зодчество-2021» и Золотого диплома Национального независимого архитектурного рейтинга «Золотая капитель 2022» в разделе «Архнаука, архпедагогика, архпублицистика, архпросвещение».
В 2018 г. руководитель «Сохранённой культуры» Виктор Наумов удостоен за деятельность проекта звания и знака «Почётный житель МО „Муниципальный округ 7“ Василеостровского района Санкт-Петербурга» за заслуги в области науки, литературы, информационных технологий и многолетней благотворительной деятельности, а в 2021 г. — медалью Саратовской митрополии «Спас Нерукотворный» III степени «За усердные труды по организации и осуществлению поисковой, архивно-розыскной, просветительской деятельности среди мирян Саратовской епархии».